# Edwuin Cetré
Edwuin Stiven Cetré Angulo (ur. 1 stycznia 1998 w Cali) – kolumbijski piłkarz grający na pozycji lewego napastnika. W sezonie 2021 występuje w klubie Atlético Junior.

## Kariera klubowa

### Rocha FC
Cetré przeniósł się do Rocha FC 2 marca 2016 roku. Zadebiutował dla tego klubu 27 marca 2016 roku w meczu z Huracán FC (przeg. 1:2). Pierwszą bramkę piłkarz ten zdobył 5 czerwca 2016 roku w wygranym 2:1 spotkaniu przeciwko Central Español. Łącznie dla Rocha FC Kolumbijczyk rozegrał 9 meczów, strzelając jednego gola.

### Wolny zawodnik
Cetré był wolnym zawodnikiem od 1 lipca 2016 do 1 stycznia 2017.

### Santos Laguna II
Cetré występował w drugiej drużynie Santosu Laguna od 1 stycznia 2017 do 1 stycznia 2018.

### Santos Laguna
Cetré przeniesiono do pierwszej drużyny Santosu Laguna 1 stycznia 2018. Debiut dla tego zespołu zaliczył on 8 lutego 2018 roku w przegranym 2:0 spotkaniu przeciwko Deportivo Toluca. Pierwszego gola zawodnik ten strzelił 11 maja 2018 roku w meczu z Club América (wyg. 4:1). Ostatecznie w barwach Santosu Laguna Kolumbijczyk wystąpił w 18 spotkaniach, zdobywając jedną bramkę.

### Wolny zawodnik
Cetré ponownie był wolnym zawodnikiem od 28 stycznia 2019 do 1 lipca 2019.

### Atlético Junior
Cetré przeszedł do Atlético Junior 1 lipca 2019 roku. Zadebiutował on dla tego klubu 29 lipca 2019 roku w meczu z Independiente Medellín (wyg. 0:1). Pierwszą bramkę piłkarz ten zdobył 10 października 2019 roku w wygranym 3:0 spotkaniu przeciwko Deportivo Cali. Do 17 czerwca 2021 Kolumbijczyk dla Atlético Junior rozegrał 68 meczów, strzelając 10 goli.

## Kariera reprezentacyjna
| Mecze i gole w reprezentacji | Mecze i gole w reprezentacji | Mecze i gole w reprezentacji | Mecze i gole w reprezentacji | Mecze i gole w reprezentacji | Mecze i gole w reprezentacji | Mecze i gole w reprezentacji | Mecze i gole w reprezentacji                                 |
| Kolumbia U-23                | Kolumbia U-23                | Kolumbia U-23                | Kolumbia U-23                | Kolumbia U-23                | Kolumbia U-23                | Kolumbia U-23                | Kolumbia U-23                                                |
| Lp.                          | Data                         | Miejsce                      | Gospodarz                    | Gość                         | Wynik                        | Gol                          | Rozgrywki                                                    |
| ---------------------------- | ---------------------------- | ---------------------------- | ---------------------------- | ---------------------------- | ---------------------------- | ---------------------------- | ------------------------------------------------------------ |
| 1.                           | 19.01.2020                   | Pereira                      | Kolumbia U-23                | Argentyna U-23               | 1:2                          |                              | Kwalifikacje do Letnich Igrzysk Olimpijskich 2020 (CONMEBOL) |
| 2.                           | 22.01.2020                   | Armenia                      | Kolumbia U-23                | Ekwador U-23                 | 4:0                          | Gol                          | Kwalifikacje do Letnich Igrzysk Olimpijskich 2020 (CONMEBOL) |
| 3.                           | 28.01.2020                   | Pereira                      | Kolumbia U-23                | Wenezuela U-23               | 2:1                          |                              | Kwalifikacje do Letnich Igrzysk Olimpijskich 2020 (CONMEBOL) |
| 4.                           | 31.01.2020                   | Pereira                      | Kolumbia U-23                | Chile U-23                   | 0:0                          |                              | Kwalifikacje do Letnich Igrzysk Olimpijskich 2020 (CONMEBOL) |
| 5.                           | 04.02.2020                   | Bucaramanga                  | Kolumbia U-23                | Brazylia U-23                | 1:1                          | Gol                          | Kwalifikacje do Letnich Igrzysk Olimpijskich 2020 (CONMEBOL) |
| 6.                           | 07.02.2020                   | Bucaramanga                  | Kolumbia U-23                | Argentyna U-23               | 1:2                          | Gol                          | Kwalifikacje do Letnich Igrzysk Olimpijskich 2020 (CONMEBOL) |
| 7.                           | 10.02.2020                   | Bucaramanga                  | Kolumbia U-23                | Urugwaj U-23                 | 1:3                          | Gol                          | Kwalifikacje do Letnich Igrzysk Olimpijskich 2020 (CONMEBOL) |

## Sukcesy
Sukcesy w karierze klubowej:
- Liga MX – 1x, z Santosem Laguna, sezon 2017/2018 (Clausura)
- Categoría Primera A – 1x, z Atlético Junior, sezon 2019 (Apertura)
- Superliga Colombiana – 1x, z Atlético Junior, sezon 2020
- Campeón de Campeones – 1x, z Santosem Laguna, sezon 2017/2018
- Categoría Primera A – 1x, z Atlético Junior, sezon 2019 (Clausura)